# Podział administracyjny Burundi

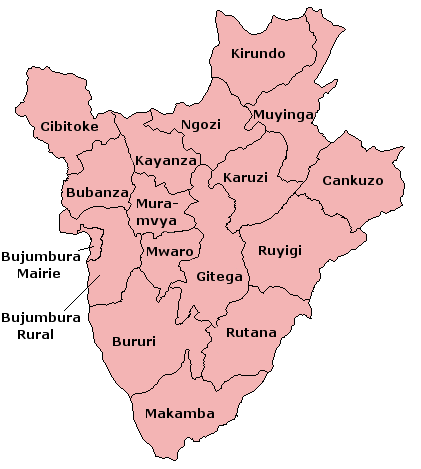
Mapa przedstawiająca podział administracyjny Burundi

Burundi jest podzielone na 17 prowincji, które dzielą się na 114 dystryktów. 
1. Bubanza
2. Miasto Bużumbura
3. Bużumbura
4. Bururi
5. Cankuzo
6. Cibitoke
7. Gitega
8. Karuzi
9. Kayanza
10. Kirundo
11. Makamba
12. Muramvya
13. Muyinga
14. Mwaro
15. Ngozi
16. Rutana
17. Ruyigi